# Kemal Malovčić
Kemal Malovčić (Sanski Most, 6 maggio 1946) è un cantante bosniaco.

## Biografia
Ha iniziato la sua carriera negli anni '60. Durante gli anni '80, Malovčić era un membro di Južni Vetar, essendo tra i cantanti "Big 5" della band, insieme a Sinan Sakić, Dragana Mirković, Šemsa Suljaković e Mile Kitić.
I suoi singoli sono stati pubblicati su Diskos label, incluso il suo primo singolo Nevernice moja / Sana nel 1970, che gli è valso un premio «golden vinyl». 
A partire dal 2019, Malovčić ha pubblicato 25 album e 16 singoli ed EP. Secondo alcune informazioni, ha venduto oltre 10 milioni di dischi in tutto il mondo. Il suo primo album con Južni Vetar, Okreće se kolo sreće, è stato venduto in oltre 600.000 unità.
Ha una figlia, Edita, conosciuta con il nome d'arte Madita, che è cantante e attrice.

## Discografia
- Gdje si sada, leptirice moja (1982, con Ansambl Branimira Đokića)
- Doviđenja, ja nemam strpljenja (1983, con Ansambl Branimira Đokića)
- Škorpion sam ja (1984, con Ansambl Branimira Đokića)
- Okreće se kolo sreće (1985, con Južni Vetar)
- Ko gubi... (1986, con Južni Vetar)
- Oženi me babo moj (1987, con Južni Vetar)
- Kemal (1988, con Južni Vetar)
- Prosjak ljubavi (1989, con Južni Vetar)
- Caru ide carevo (1990, con Južni Vetar)
- Ti si moj 13. broj (1991, con Južni Vetar)
- Kemal (1993, con Džavid Band)
- Neka paša, neka aga (1994, con Džavid Band)
- Trn u oku (1995)
- Neka pjesma krene (1997)
- Eh, da sam, da sam, da sam (1997, con Džavid e Fahro Band)
- Kolo sreće se okreće (1999, con Džavid Band)
- Kemal Malovčić (1999, con Fahro e Favoritti Band)
- Ranjeno je srce moje (2001, con Džavid Band)
- Car ljubavi (2002)
- Tek, tek (2004)
- Sretan put (2006)
- Sikter (2007)
- Deveram (2009)
- Dame imaju prednost (2011)
- Kralj pjesme (2016)